# Perry (Utah)
Perry és una població dels Estats Units a l'estat de Utah. Segons el cens del 2000 tenia 2.383 habitants.

## Demografia
Segons el cens del 2000, Perry tenia 2.383 habitants, 747 habitatges, i 643 famílies. La densitat de població era de 120 habitants per km².
Dels 747 habitatges en un 46,9% hi vivien nens de menys de 18 anys, en un 78% hi vivien parelles casades, en un 5,6% dones solteres, i en un 13,8% no eren unitats familiars. En el 12,4% dels habitatges hi vivien persones soles el 5% de les quals corresponia a persones de 65 anys o més que vivien soles. El nombre mitjà de persones vivint en cada habitatge era de 3,19 i el nombre mitjà de persones que vivien en cada família era de 3,5.
Per edats la població es repartia de la següent manera: un 35,2% tenia menys de 18 anys, un 8,3% entre 18 i 24, un 26,9% entre 25 i 44, un 19,4% de 45 a 60 i un 10,2% 65 anys o més.
L'edat mediana era de 30 anys. Per cada 100 dones de 18 o més anys hi havia 102,1 homes.
La renda mediana per habitatge era de 52.500 $ i la renda mediana per família de 57.857 $. Els homes tenien una renda mediana de 41.761 $ mentre que les dones 26.806 $. La renda per capita de la població era de 19.092 $. Entorn de l'1,2% de les famílies i el 2,2% de la població estaven per davall del llindar de pobresa.

## Poblacions més properes
El següent diagrama mostra les poblacions més properes.